# Meibergdreefbrug-West
De Meibergdreefbrug-West (brug 871) is een civiel kunstwerk in Amsterdam-Zuidoost.
Het is een van drie viaducten gelegen op de twee gelijkvloerse kruisingen van de Meibergdreef (oostwest) en Muntbergweg (noordzuid). Er liggen hier twee kruisingen boven elkaar. Op het maaiveldniveau ligt de kruising voor langzaam verkeer (Meibergdreef heet daar Meibergpad). Een niveau hoger ligt de kruising voor snel verkeer. Verkeerstechnisch heeft de gemeente Amsterdam het opgelost door het plaatsen van een drietal viaducten. Er is geen directe onderdoorgang van het oostelijk deel van de Meibergdreef, dat is/was niet noodzakelijk omdat het fietspad van de Muntbergweg aan de westelijke kant van die weg ligt.
Het viaduct ten westen van de kruising valt in twee delen uiteen. De Meibergdreefbrug-West (brug 871) vormt het zuidelijke gedeelte; de Meibergdreefbrug-Oost (brug 1974) het noordelijke. Tussen de rijvlakken zit een open strook voor lichtdoorval. De viaducten zijn ontworpen door Dirk Sterenberg van de Dienst der Publieke Werken. De drie viaducten lijken daarbij uiteraard op elkaar. Er zijn betonnen liggers toegepast; het opvallendst aan de viaducten zijn de kanteelachtige balustrades. Die lijken op de vormen die Sterenberg ook toepaste in de bruggen 867, 868 en 869 in Amsterdam-Zuid. De kantelen zijn daar van beton; hier in Zuidoost van metaal. De kantelen zijn geplaatst tussen grofbetonnen borstweringen. De werkzaamheden begonnen in de week van 4 november 1980 met het klaarmaken van het terrein voor de betonnen paalfundering en werden in 1981 afgerond.
De bruggen gingen vanaf 1981 naamloos door het leven, totdat de gemeente de bruggen op 30 augustus 2018 zoals veel bruggen in Amsterdam Zuidoost een naam gaf, vaak verwijzend naar de wegen waarin zij liggen. In dit geval de Meibergdreef, op zich weer vernoemd naar Meiberg, een heuvel nabij Berg en Dal en Groesbeek.

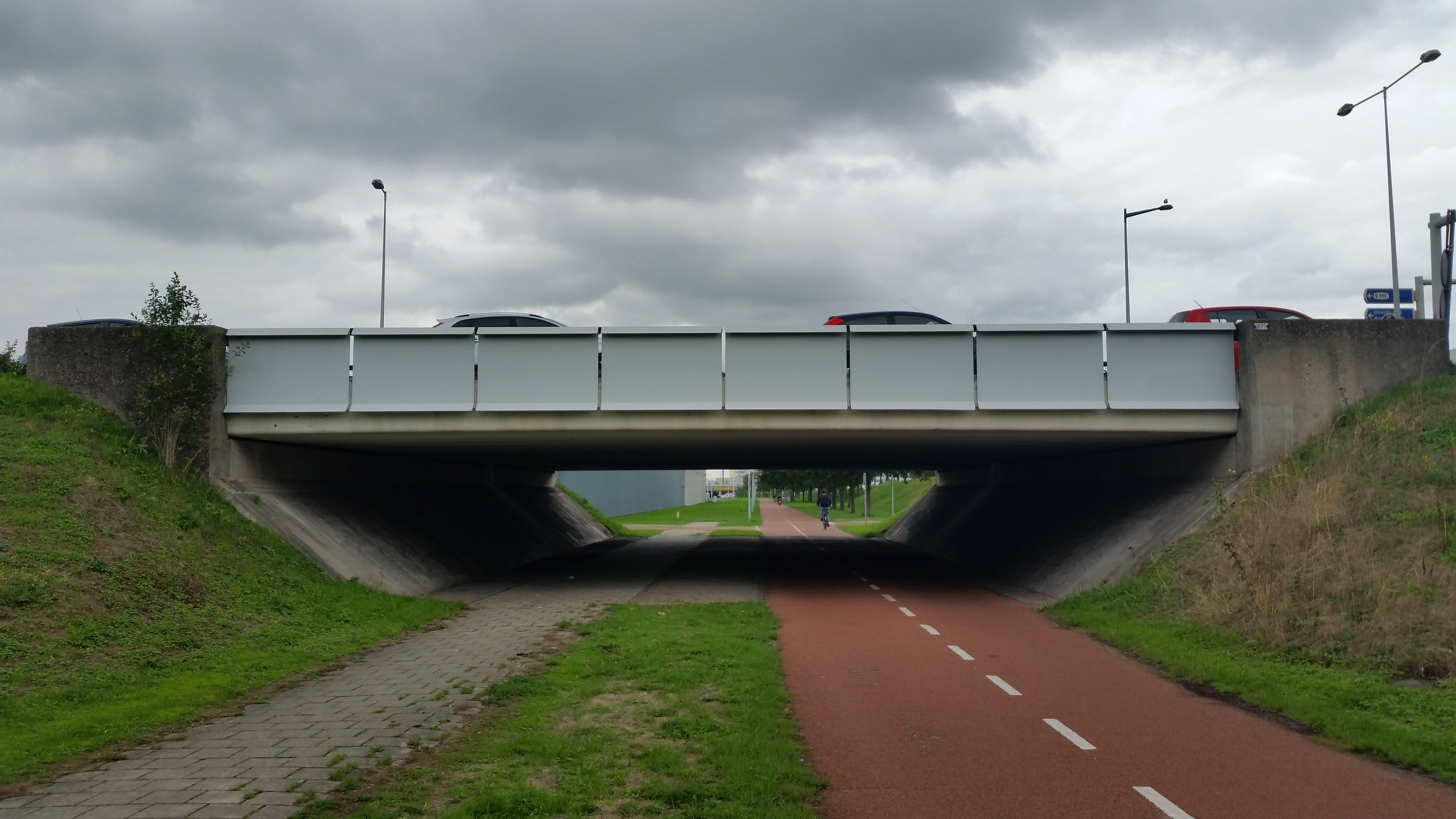
Zijaanzicht brug 871

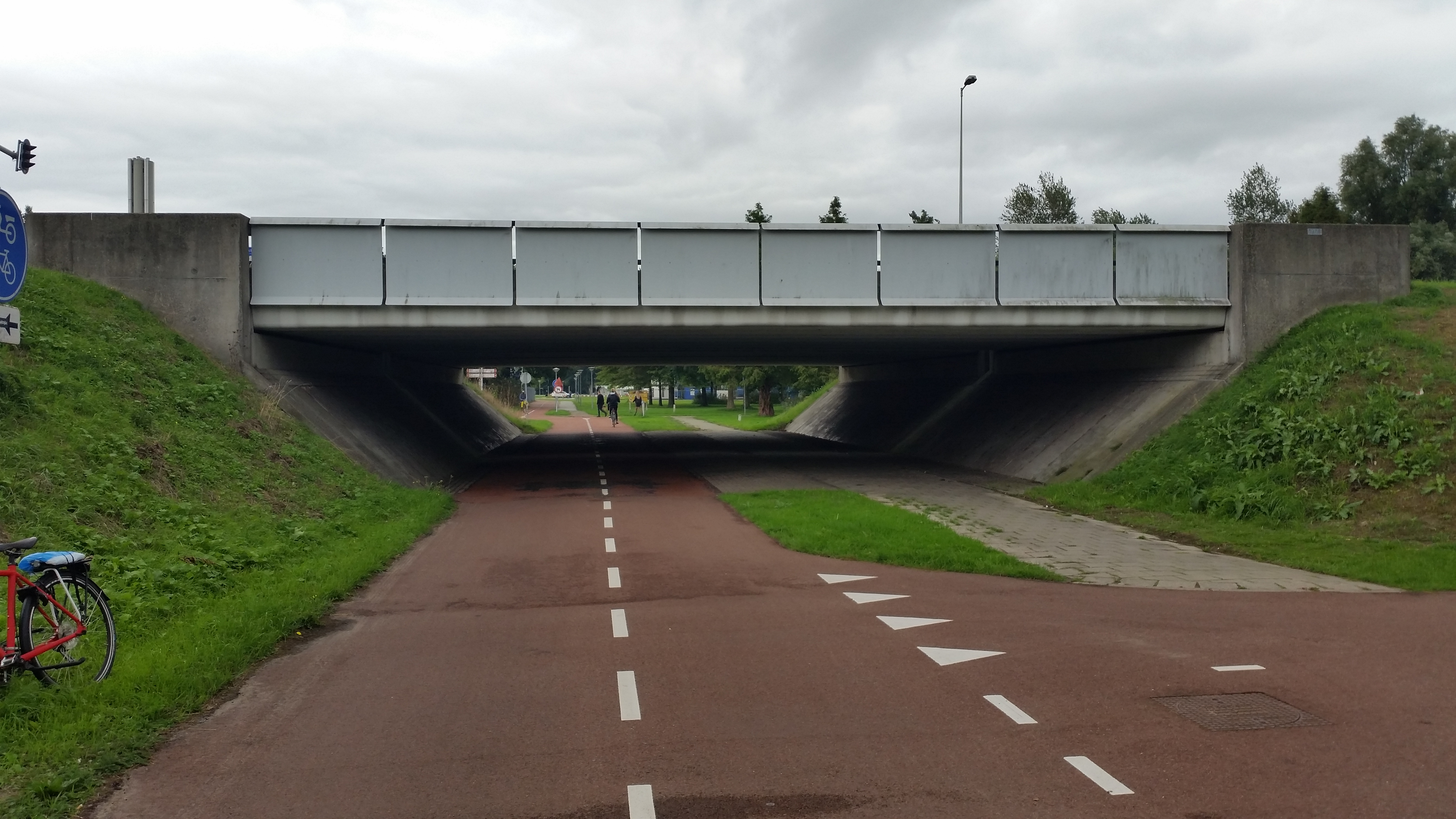
Zijaanzicht brug 1974

<<< · 801 · 802 · 803 · 804 · 805 · 808 · 811 · 812 · 813 · 814 · 815 · 816 · 817 · 818 · 819 · 820 · 821 · 822 · 823 · 824 · 825 · 826 · 827 · 828 · 829 · 830 · 831 · 832 · 833 · 834 · 835 · 836 · 837 · 838 · 839 · 840 · 841 · 842 · 844 · 845 · 846 · 848 · 849 · 850 ·  854 · 856 · 857 · 858 · 859 · 860 · 863 · 864 · 865 · 866 · 867 · 868 · 869 · 870 · 871 · 872 · 873 · 875 · 876 · 877 · 889 · 890 · 891 · 892 · 893 · 895 · 896 · 897 · 898 · 899 · >>>
Brugnummers 800, 806, 807, 809, 810, 843 (gesloopt, Uilenstede, Amstelveen), 847 (Uilenstede, Amstelveen) , 851 (gesloopt, Dirk Sterenberg), 852 (gesloopt, Dirk Sterenberg), 853 (gesloopt, Dirk Sterenberg), 855, 861, 862, 874, 878, 879, 880, 881, 882, 883, 884, 885, 886, 887, 888, 894 zijn niet (meer) vergeven.
<<< · 1900 · 1901 · 1902 · 1904 · 1906 · 1907 · 1908 · 1909 · 1910 · 1911 · 1913 · 1914 · 1915 · 1916 · 1917 · 1919 · 1920 · 1922 · 1923 · 1925 · 1927 · 1929 · 1930 · 1931 · 1932 · 1933 · 1935 · 1936 · 1937 · 1938 · 1939 · 1940 · 1941 · 1942 · 1944 · 1945 · 1946 · 1947 · 1948 · 1949 · 1950 · 1951 · 1952 · 1953 · 1954 · 1955 · 1956 · 1957 · 1958 · 1959 · 1960 · 1961 · 1962 · 1963 · 1964 · 1965 · 1966 · 1967 · 1968 · 1969 · 1970 · 1971 · 1972 · 1973 · 1974 · 1975 · 1976 · 1977 · 1978 · 1979 · 1980 · 1981 · 1982 · 1983 · 1984 · 1985 · 1986 · 1987 · 1988 · 1989 · 1990 · 1991 · 1992 · 1993 · 1994 · 1995 · 1996 · 1997 · 1998 · 1999 · >>>
Brugnummers 1903, 1905, 1912, 1918, 1921, 1924, 1926, 1928, 1934, 1943 zijn niet (meer) in gebruik (januari 2021)